# Štětconoš jetelový
Štětconoš jetelový (Dicallomera fascelina) je palearktický druh nočního motýla z podčeledi bekyňovitých, který se vzácně vyskytuje i na území České republiky. Červený seznam bezobratlých ČR (2017) jej hodnotí jako ohrožený druh.
Rozpětí křídel dospělce činí 35–45 mm. V ČR se vyskytuje v jedné generaci, jejíž motýli létají od června do poloviny srpna. Preferuje teplá vřesoviště, stepi, úhory a mezofilní louky. Housenky jsou polyfágní, živí se například vřesem a jetelem, ale také divokými růžemi, trnkou, listím dubu či vrby. V přírodě se vyskytují od podzimu, následně přezimují a kuklí se až na jaře dalšího roku.
V České republice se vyskytuje roztroušeně. Jsou známy malé, oddělené populace z jižní Moravy či severních Čech. Rizikovým faktorem je ničení a narušování lokalit výskytu, chemizace a intenzifikace využití krajiny.

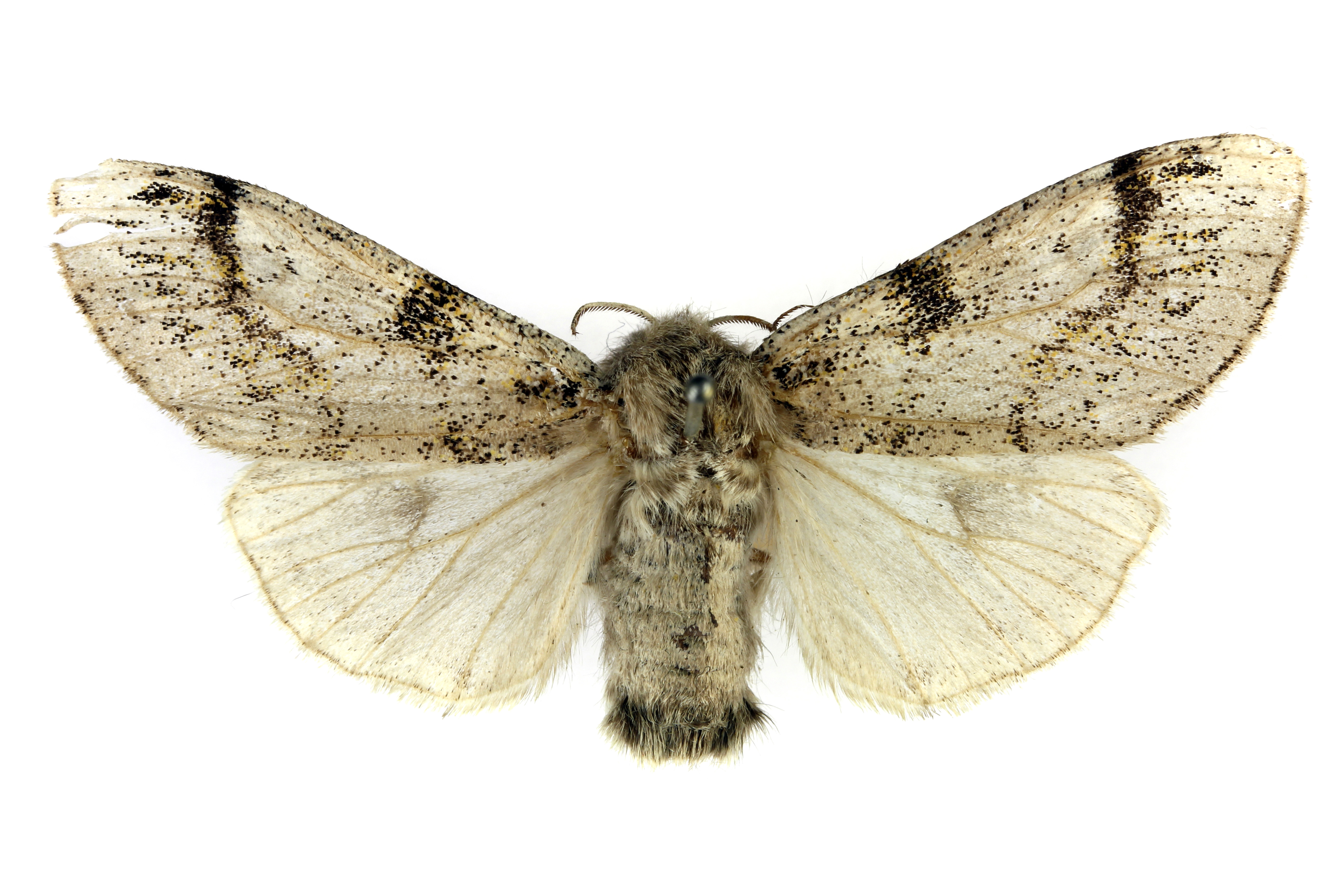
Sbírkový exemplář (samice)
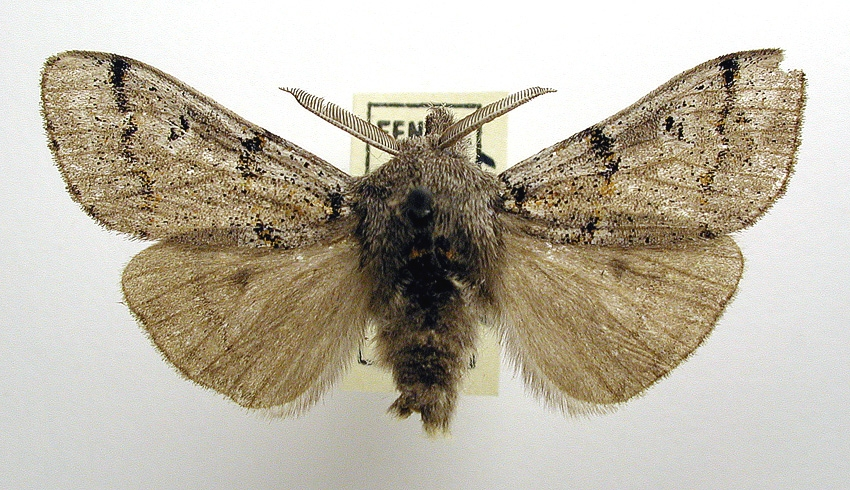
Sbírkový exemplář (samec)
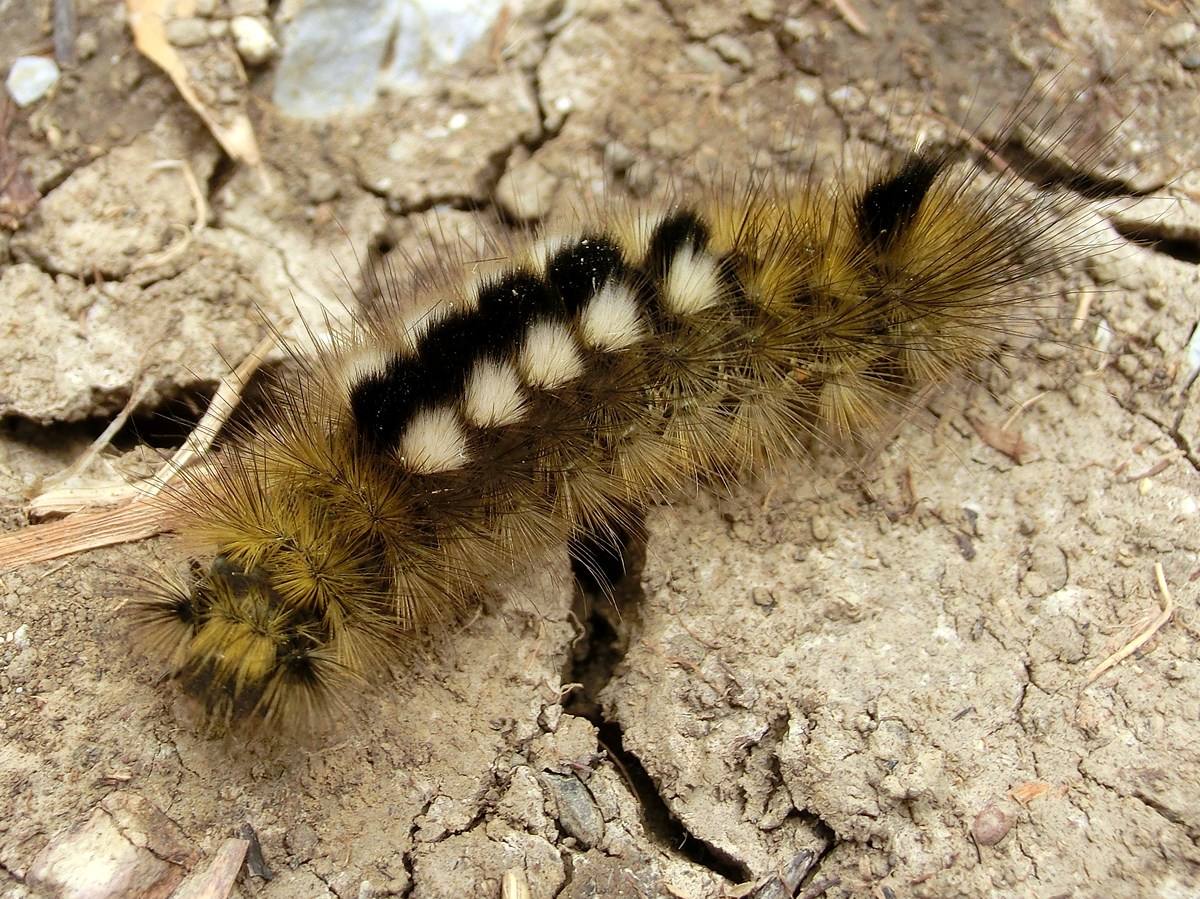
Housenka
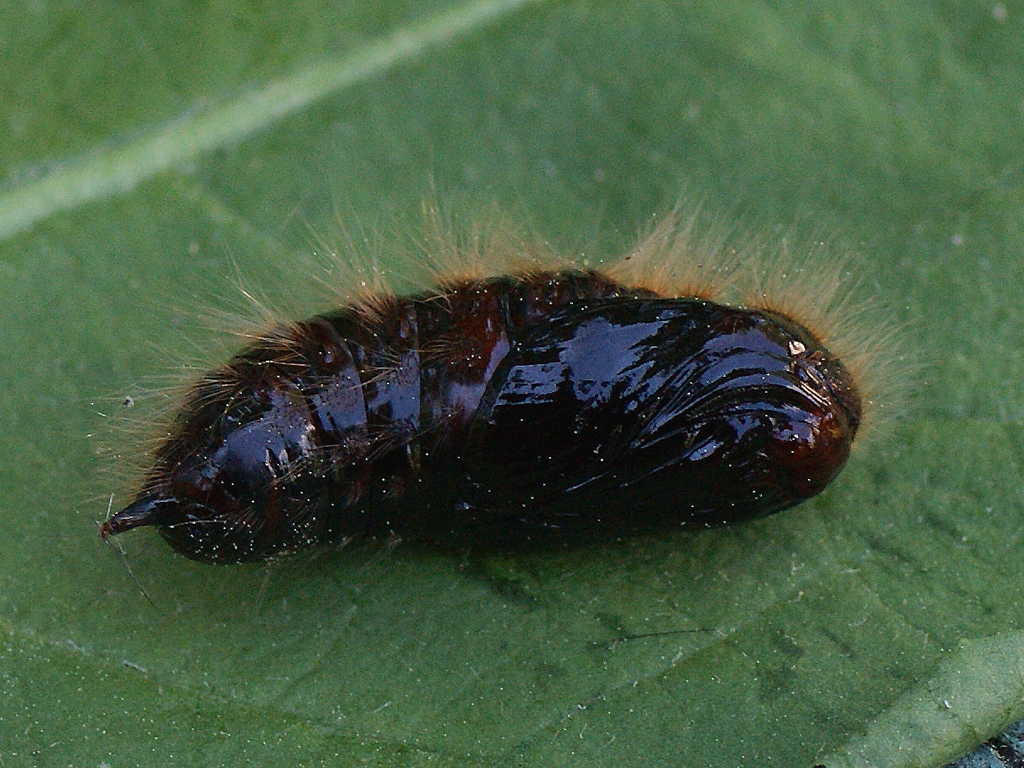
Kukla